# José Berico
José de Oliveira Filho, conosciuto come José Berico o semplicemente Berico (Sertãozinho, 10 aprile 1942 – Sacramento, 22 agosto 2016), è stato un calciatore brasiliano, di ruolo attaccante e centrocampista.

## Caratteristiche tecniche
Abile nel dribbling e ottimo opportunista, durante la sua militanza nel Guarani venne soprannominato il "Novo Pelé". Per rendere al meglio però doveva giocare accanto ad un giocare dal piede più raffinato.

## Carriera
Si forma calcisticamente nel São Martinho Futebol Clube, nel 1961 ottiene il suo primo contratto professionistico con il Jaboticabal di Cr$8.000 mensili.
Alla fine del 1962 passa per Cr$5.000.000 al Guarani, ove si fa notare per le ottime prestazione accanto ad Américo Murolo, che lo fanno soprannominare il "Novo Pelé", attirando le attenzione dei grandi club brasiliani, tra cui il Flamengo, che se lo aggiudicò nell'agosto 1964 per Cr$50.000.000. Il passaggio dal Guarani al Flamengo avvenne in segreto per non suscitare le ire dei tifosi bugre.
Nonostante l'ottimo inizio al Flamengo, anche se frenato da un infortunio, con il quale esordì il 10 ottobre 1964 con una doppietta contro l'Olaria, Berico non mantenne le promesse, non riuscendo a giocare accanto al titolare Aírton Beleza perché troppo simili tatticamente e avendo anche dei problemi di disciplina. Dopo 22 presenze e otto gol segnati nelle varie competizioni, venne ceduto, dopo una lunga diatriba tra club e giocatore, il 20 giugno 1965 in Messico all'Oro, che lo pagò $35.000 ai Rubro-Negro ed un ingaggio alla firma di $20.000 ed uno stipendio mensile di $600.
Successivamente all'Oro, in Messico, militò nel Pumas UNAM
Nella stagione 1975 si sposta nel vicino Texas, e viene ingaggiato dalla neonata franchigia NASL dei S.A. Thunder. Nelle due stagioni di militanza con il club di San Antonio non riuscì mai a superare la fase a gironi del torneo. Nella prima stagione fu proclamato miglior giocatore dei Thunder.
Nel corso campionato 1977 passa dal Team Hawaii, nato dal ricollocamento dei Thunder alle Hawaii, al Sacramento Spirits, con cui raggiunge la finale del torneo ASL, persa contro i N.J. Americans. La stagione seguente invece il percorso della squadra di Sacramento si ferma ai gironi.
Nel campionato 1980 è in forza ai Golden Gates Gales, sempre nella ASL, con cui non supera la fase a gironi.